# São Joaquim da Barra (ort)
São Joaquim da Barra är en ort i Brasilien.   Den ligger i kommunen São Joaquim da Barra och delstaten São Paulo, i den sydöstra delen av landet, 500 km söder om huvudstaden Brasília. São Joaquim da Barra ligger 623 meter över havet och antalet invånare är 42 720.
Terrängen runt São Joaquim da Barra är lite kuperad. Närmaste större samhälle är Orlândia, 15,8 km söder om São Joaquim da Barra.
Omgivningarna runt São Joaquim da Barra är en mosaik av jordbruksmark och naturlig växtlighet. Runt São Joaquim da Barra är det ganska tätbefolkat, med 120 invånare per kvadratkilometer.